# Pope (miasto Novi Pazar)
Pope (cyr. Попе) – wieś w Serbii, w okręgu raskim, w mieście Novi Pazar. W 2011 roku liczyła 69 mieszkańców.